# Clara Driscoll
Clara Driscoll, née en 1861 à Tallmadge en Ohio, est une conceptrice et une directrice aux Studios Tiffany, l'entreprise de Louis Comfort Tiffany à New York.

## Biographie
Clara Driscoll, née Clara Pierce Wolcott le 2 avril 1861, poursuit des études supérieures à Cleveland, malgré la mort de son père lorsqu'elle a 12 ans. Ses dons pour l'art lui permettent d'être embauchée à l'école d'art (Art School) au Metropolitan Museum of Art de New York. Elle entre ensuite au service des Studios Tiffany où elle demeurera durant 20 ans.
Clara Driscoll exerce les fonctions de conceptrice et de directrice. On lui doit la conception de plusieurs vitraux, mosaïques, lampes et autres objets décoratifs. Elle est également la chef d'atelier des Tiffany Girls, personnel féminin chargé de la coupe et de l'assemblage du verre.
Veuve de son premier mari, Frances Driscoll, elle se remarie en 1909, ce qui la contraint à quitter l'entreprise, les femmes mariées n'étant pas autorisées à y travailler.
Elle meurt en 1944.

## Contribution
La contribution de Clara Driscoll aux studios Tiffany est longtemps demeurée méconnue, toutes les archives de l'entreprise Tiffany ayant été perdues après sa faillite en 1932. L'atelier qu'elle dirigeait était responsable du choix des couleurs et du type de verre. Les motifs utilisés avant son arrivée étaient d'aspect statique et géométrique. Alors qu'il avait toujours été admis que Louis Comfort Tiffany était le concepteur, il apparaît que c'est plutôt Clara Driscoll qui est à l'origine des célèbres lampes, comme Wisteria, Dragonfly (libellule), Peacock et Daffodil.

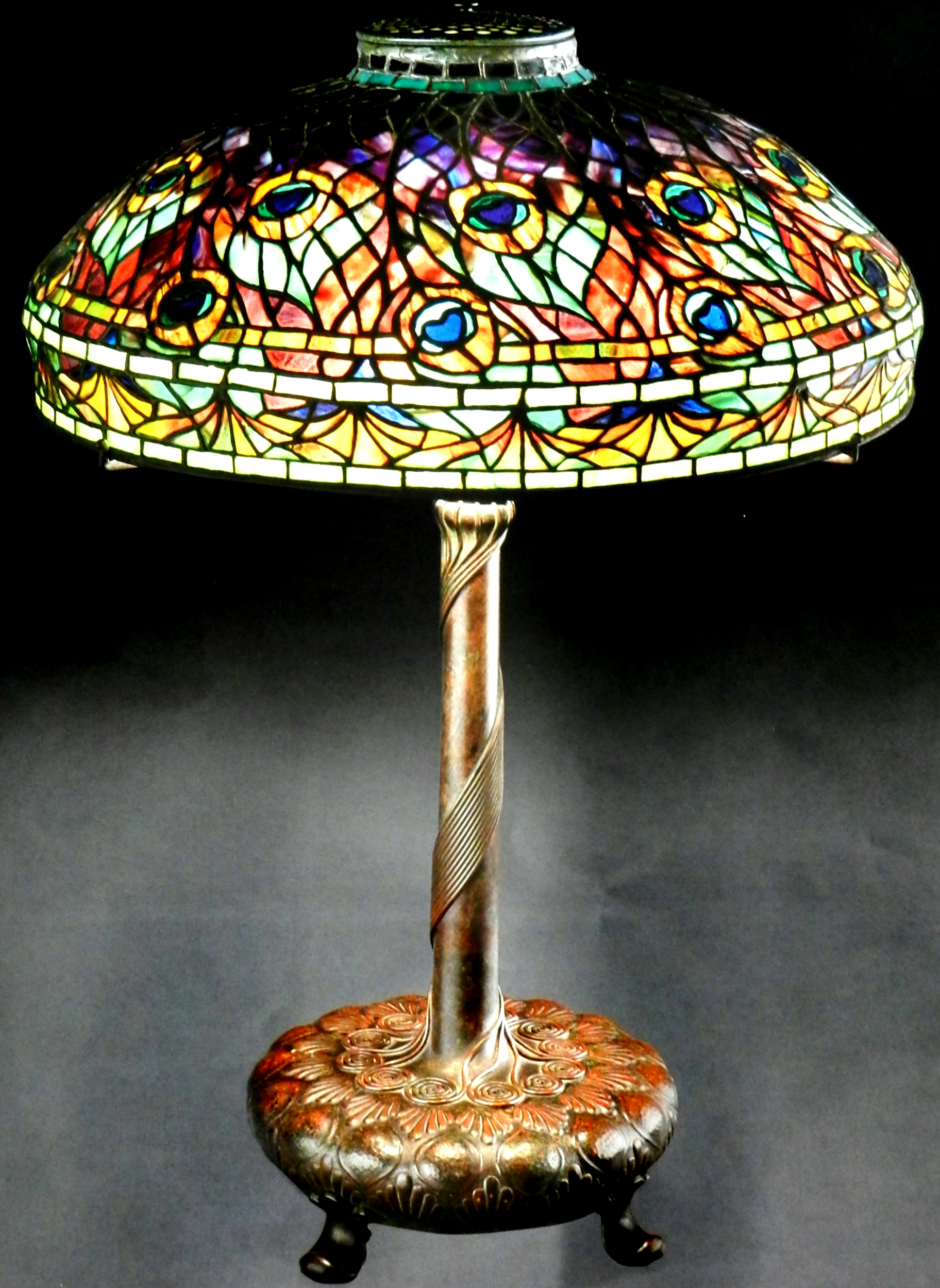
La lampe Peacock avec des motifs inspirés du paon.

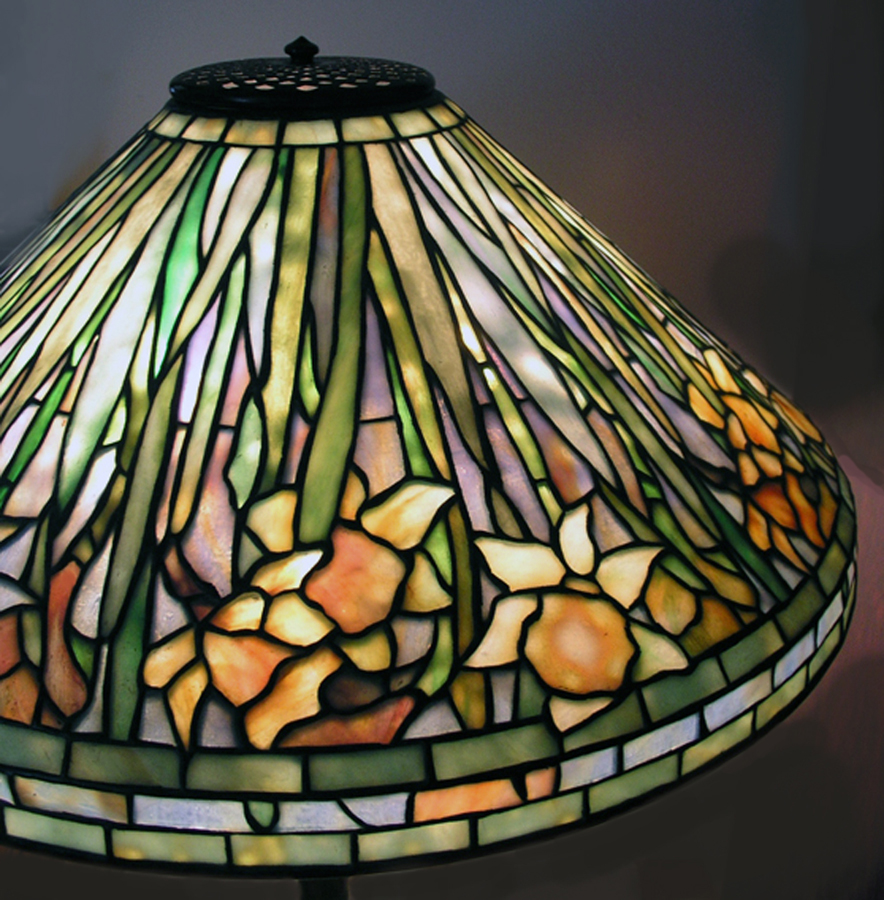
La fameuse lampe de table Daffodil conçue par Clara Driscoll.

C'est à partir des lettres rédigées par Clara Driscoll et analysées par Martin Eidelberg, Nina Gray et Margaret K. Hofer que l'implication de Driscoll dans le processus de création chez Tiffany a pu être mise en évidence. Écrites à sa mère et à ses sœurs, et conservées à la Queens Historical Society, ces lettres démontrent hors de tout doute que c'est Clara Driscoll qui a conçu de nombreux modèles attribués à Tiffany et à ses collaborateurs masculins.
L'exposition de 2006 à la New-York Historical Society de New York, A New Light on Tiffany, présentait le résultat du travail de Driscoll, tenue dans l'ombre du célèbre Louis Tiffany.
Le livre A New Light on Tiffany: Clara Driscoll and the Tiffany Girls de Margi Hofer, Martin Eidelberg et Nina Gray, publié en 2007, compile leur travail d'analyse de la correspondance de Clara Driscoll. 

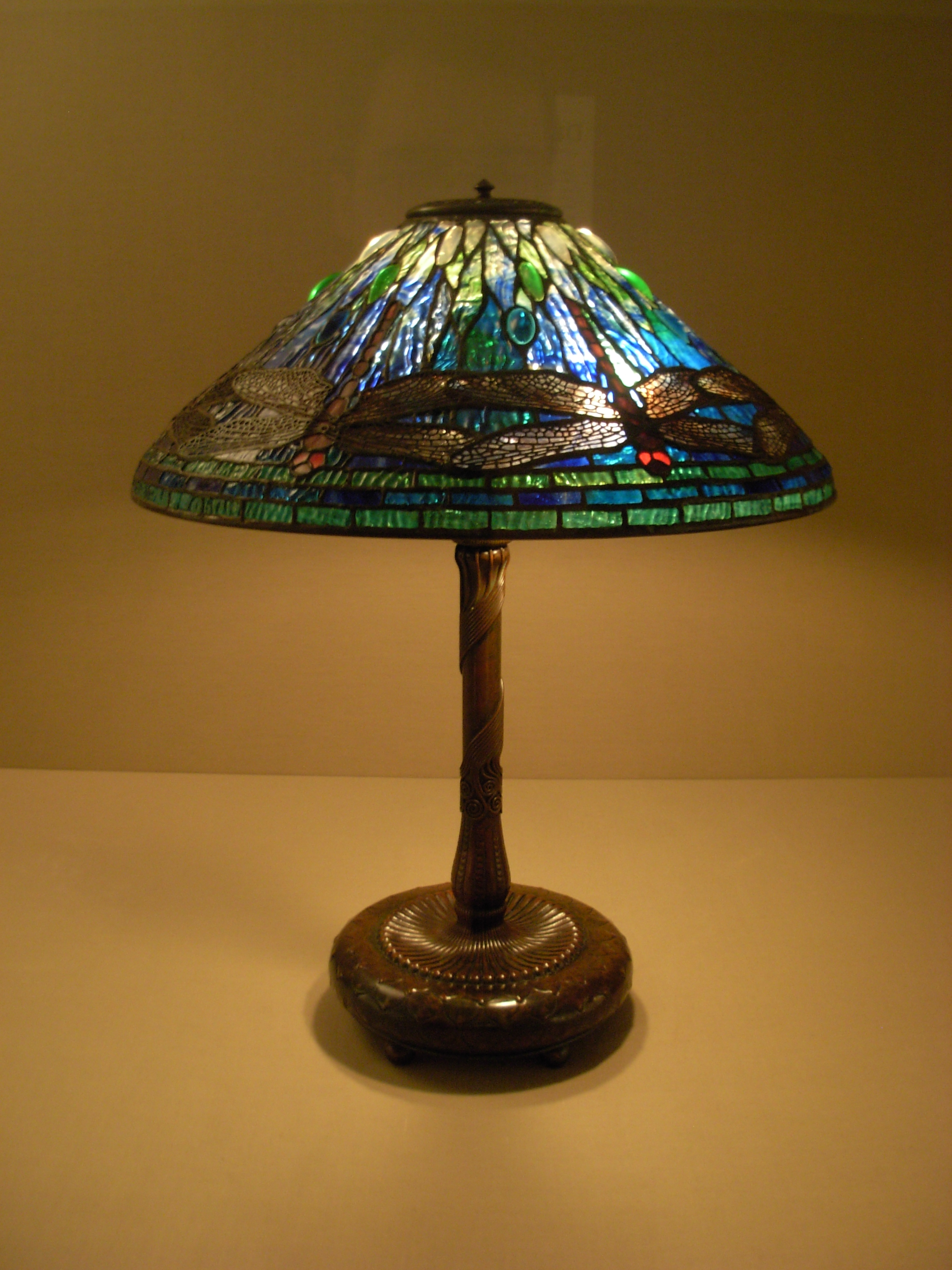
Lampe Dragonfly avec motifs de libellule

## Hommages
- Depuis 2015, Driscoll, un cratère de la planète Mercure, est nommé en son honneur[1].

## Sources
- Margi Hofer, Martin Eidelberg et Nina Gray, A New Light on Tiffany: Clara Driscoll and the Tiffany Girls, D Giles Ltd, 2007, 200 p. (ISBN 978-1-90483-235-5).
- « A New Light on Tiffany: Clara Driscoll and the Tiffany Girls », sur New-York Historical Society (consulté le 6 juin 2012)
- Rosalind Pepall, « La lampe Peacock de Tiffany : une merveille de couleur et de lumière », Revue M du Musée des beaux-arts de Montréal,‎ printemps 2012, p. 24 (ISSN 1715-4820)